# Czapelki (powiat świecki)
Czapelki – wieś w Polsce położona w województwie kujawsko-pomorskim, w powiecie świeckim, w gminie Świecie.
W latach 1975–1998 miejscowość administracyjnie należała do województwa bydgoskiego. Według Narodowego Spisu Powszechnego (III 2011 r.) liczyła 100 mieszkańców. Jest dziewiętnastą co do wielkości miejscowością gminy Świecie.
W tej wsi w czasie wielu wojen przechodził front walk zbrojnych. Wieś od roku 2009 posiada 2 radnych: Krzysztofa Modrzewskiego i Zbigniewa Rydziela.